# Barrio Lastarria
 (signalé en juin 2025).
Si vous disposez d'ouvrages ou d'articles de référence ou si vous connaissez des sites web de qualité traitant du thème abordé ici, merci de compléter l'article en donnant les références utiles à sa vérifiabilité et en les liant à la section « Notes et références ».
- Archive Wikiwix
- Bing
- Cairn
- DuckDuckGo
- E. Universalis
- Gallica
- Google
- G. Books
- G. News
- G. Scholar
- Persée
- Qwant
- (zh) Baidu
- (ru) Yandex
- (wd) trouver des œuvres sur Wikidata

 (juillet 2024).

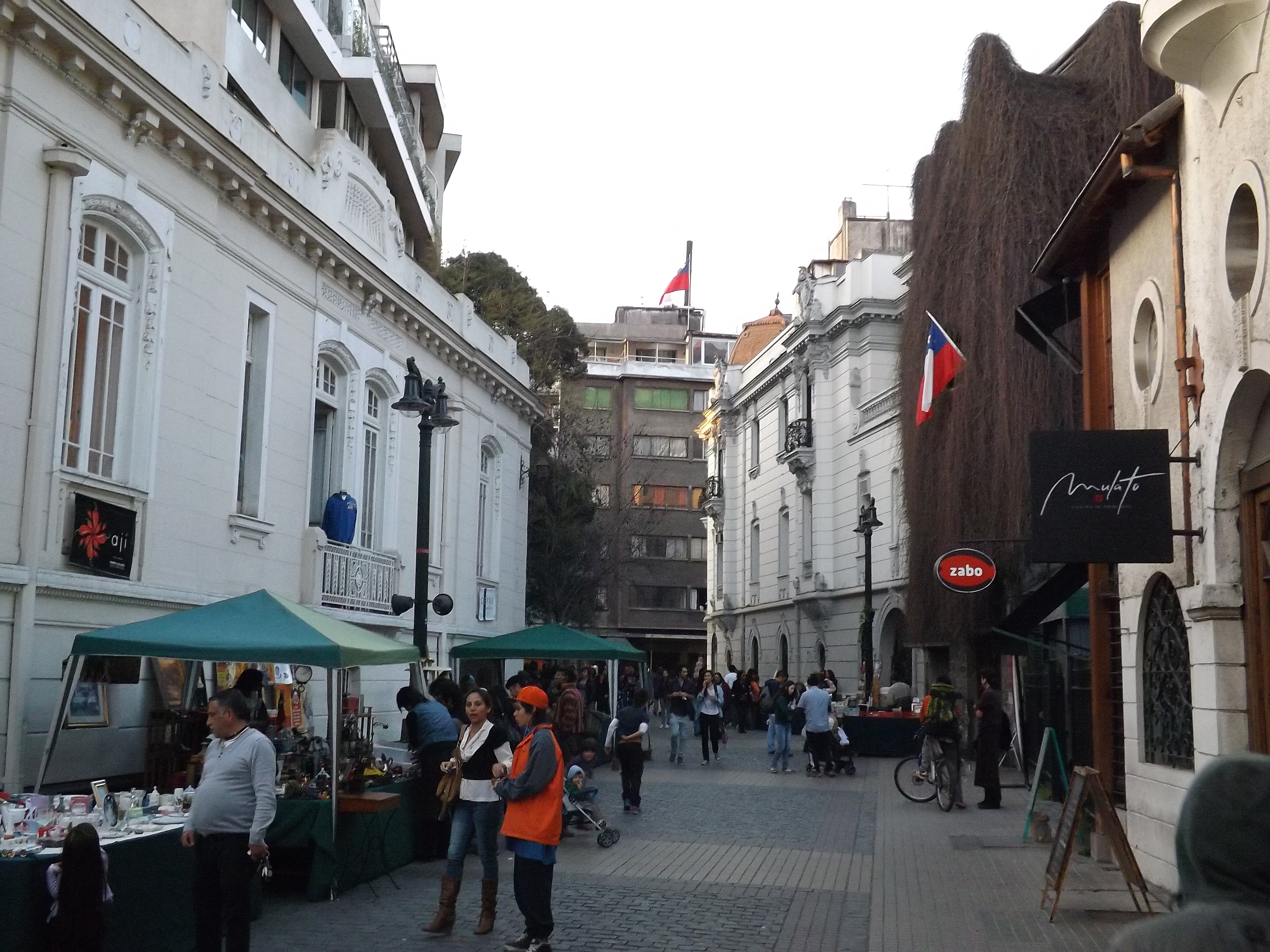
Une rue du Barrio Lastarria.

Barrio Lastarria (quartier Lastarria) est un quartier historique du centre de Santiago, au Chili.
Aujourd'hui un pôle touristique populaire, le Barrio Lastarria est un centre d'activités culturelles, avec des cinémas, des théâtres, des musées, des restaurants et des bars. Des activités telles que des festivals et des spectacles en direct sont généralement organisées dans les rues du Barrio Lastarria en raison de sa forte saveur culturelle, en particulier dans la rue José Victorino Lastarria et dans le Parque Forestal.
Le Barrio Lastarria est bordé par l' Alameda et le Centro Cultural Gabriela Mistral au sud, la colline Santa Lucía à l'ouest, le Parque Forestal au nord et la Plaza Baquedano à l'est. Les stations de métro Universidad Católica et Bellas Artes offrent un accès direct.

## Lieux d'intérêt
- Musée national chilien des Beaux-Arts, l'un des plus beaux musées de Santiago, inauguré en 1880. Son bâtiment est de style Beaux-Arts.
- Le Parque Forestal, l'un des plus beaux parcs de Santiago, inauguré en 1905. Il possède plusieurs sculptures et la plus belle fontaine d'eau de Santiago, la Fuente Alemana. Il y a une brasserie appelée Castillo Forestal dans un bâtiment de 1910.
- La colline Santa Lucía, un ancien parc avec de grands arbres, deux châteaux de 1816 et une grande fontaine de 1900.
- Iglesia de la Veracruz, une église de 1857 de style néoclassique.
- Palacio Bruna, un magnifique palais de 1916 de style Renaissance italienne.